# Godło Polinezji Francuskiej

Godło Polinezji Francuskiej

Godło Polinezji Francuskiej – składa się z outriggera (długiej wąskiej łodzi używanej przez ludność Oceanii) umiejscowionej na dysku, którego górna część przedstawia promienie słońca a dolna – fale oceanu.